# USS Bennington (CV-20)

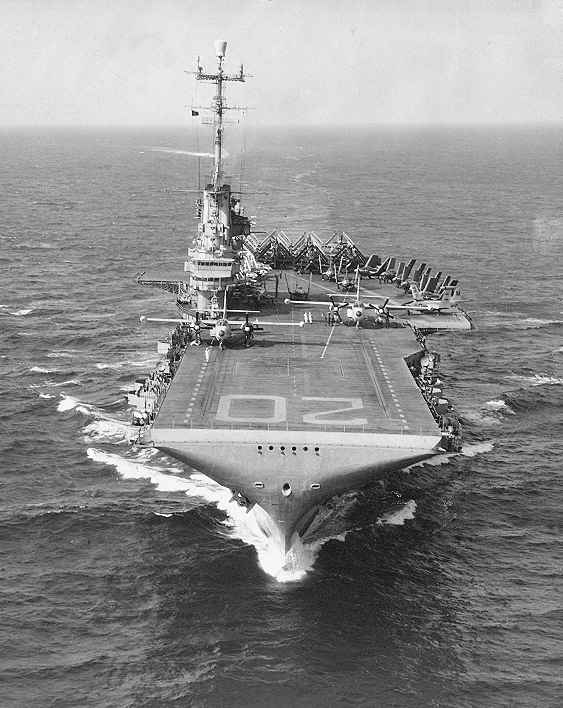
USS "Bennington" (CV-20)

USS Bennington (CV-20) – amerykański lotniskowiec typu Essex, służący w United States Navy. Nazwany od miasta Bennington w stanie Vermont był drugim okrętem amerykańskim noszącym tę nazwę. Został zwodowany 28 lutego 1944 w stoczni New York Navy Yard. Matką chrzestną była żona kongresmena ze stanu Minnesota – Melvina J. Maasa. Okręt wszedł do służby 6 sierpnia 1944, z komandorem J. B. Sykesem jako dowódcą.
15 grudnia "Bennington" wyszedł z Nowego Jorku i przeszedł przez Kanał Panamski 21 grudnia. Dotarł do Pearl Harbor 8 stycznia 1945, a następnie udał się do atolu Ulithi na Karolinach, gdzie dołączył 8 lutego do Task Group 58.1. Operując z atolu, wziął udział w atakach na japońskie wyspy macierzyste (16 – 17 lutego, 25 lutego), Kazan Rettō (18 lutego – 4 marca), Okinawę (1 marca). Następnie dokonywał rajdów wspierających inwazję na Okinawę (18 marca – 11 czerwca). 7 kwietnia samoloty z lotniskowca wzięły  udział w ataku na japoński zespół płynący w kierunku Okinawy, w trakcie którego zatopiono japoński pancernik "Yamato", lekki krążownik "Yahagi" i cztery niszczyciele. 5 czerwca lotniskowiec został uszkodzony przez tajfun w pobliżu Okinawy i udał się na Leyte na remont. Dotarł tam 12 czerwca. Po ukończeniu remontu "Bennington" opuścił Leyte 1 lipca i w dniach 10 lipca – 15 sierpnia brał udział w atakach lotniczych na japońskie wyspy macierzyste.
Lotniskowiec po zakończeniu działań operował na zachodnim Pacyfiku, wspierając okupację Japonii do 21 października. 2 września samoloty okrętu wzięły udział w masowym przelocie ponad pancernikiem "Missouri" (BB-63) i Tokio z okazji podpisania kapitulacji cesarstwa. "Bennington" dotarł do San Francisco 7 listopada 1945 i na początku marca 1946 przeszedł przez Kanał Panamski w drodze do Norfolk. Po przejściu procedury dezaktywacyjnej został wycofany ze służby i umieszczony w rezerwie w Norfolk 8 listopada 1946.
Modernizację lotniskowca w stoczni nowojorskiej rozpoczęto 30 października 1950, a okręt po przeklasyfikowaniu na CVA-20 wszedł do służby 13 listopada 1952. W tym okresie w lotniskowiec zainwestowano 11 milionów roboczogodzin w czasie modernizacji SCB-27A. Pokład lotniczy został przedłużony o 13 metrów i poszerzony o 2 metry. Celem przebudowy było przystosowanie lotniskowca do operowania samolotami odrzutowymi. Usunięto także z pokładu lotniczego działa 127 mm i zastąpiono je działami kal. 76 mm.
13 listopada 1952 kapitan David. B. Young objął dowodzenie okrętem w trakcie ceremonii, w której udział wzięło ponad 1400 osób. Byli wśród nich Sekretarz Marynarki Dan A. Kimball i kontradmirał R.H. Hillenkoeter, który powiedział, że "Bennington" to "najnowocześniejszy obecnie lotniskowiec w naszej flocie" (ang. the most modern carrier in our fleet today).
Marine Air Group 14 (MAG-14) pod dowództwem pułkownika W.R. Campbell (USMC) zameldowała się na pokładzie "Bennington" 13 lutego 1953, a lotniskowiec popłynął następnie na wody w okolicach Florydy, aby podjąć szkolenie lotnicze. Pierwsze lądowanie na lotniskowcu zostało wykonane podczas powrotu do służby przez podpułkownika T.W. Furlowa na samolocie Skyrider. Furlow był oficerem dowodzącym Marine Attack Squadron 211 (VMA-211). Pierwszy samolot odrzutowy, który wylądował na przerobionym lotniskowcu, to F9F-5 Cougar pilotowany przez majora Carla E. Schmitta.  Kiedy zakończono wstępne szkolenie lotniskowca, okręt udał się do bazy w zatoce Guantanamo, gdzie odbył 11-tygodniowy trening.
Szkolenie wstępne trwało do maja 1953, kiedy to okręt wrócił do Norfolk na przygotowania floty. 27 kwietnia 1953 obluzowała się rura odprowadzająca w Pierwszej Kotłowni, co spowodowało eksplozję, która zabiła 11 ludzi i ciężko raniła czterech kolejnych. Zabici zostali Charles A. Arrowood, Paul R. Cuvar, William A. Garretson, Robert A. Jones, Walter E. Liston, Jr., James W. Mills, Louis J. Mitchell, Richard J. Mott, William E. Satterfield, Jr., Frederick P. Selfridge i Lowell D. Wells.
Pomiędzy 14 maja 1953 i 27 maja 1954 okręt operował w pobliżu wschodniego wybrzeża USA: odbył rejs szkoleniowy do Halifaksu w Nowej Szkocji, a następnie na Morze Śródziemne. O godzinie 08.11 26 maja 1954 podczas rejsu w pobliżu zatoki Narragansett eksplodował płyn w jednej z okrętowych katapult, co spowodowało serię wybuchów, które zabiły 103 ludzi i raniły 201 dalszych. "Bennington" udał się o własnych siłach do Quonset Point w stanie Rhode Island, by wyładować poszkodowanych.
Po wejściu do stoczni New York Naval Shipyard na naprawę uszkodzeń okręt został prawie całkowicie przebudowany w okresie 12 czerwca 1954 – 19 marca 1955. 22 kwietnia 1955 Sekretarz Marynarki wszedł na pokład okrętu i odznaczył medalami lub listami pochwalnymi 178 członków załogi za odwagę podczas wypadku z 26 maja 1954. "Bennington" wrócił do służby operacyjnej w amerykańskiej Flocie Atlantyku, a 8 września 1955 opuścił Mayport na Florydzie i udał się na Pacyfik. Lotniskowiec popłynął drogą dookoła przylądka Horn i dotarł do San Diego miesiąc później. "Bennington" podczas służby we Flocie Pacyfiku odbył dwa rejsy dalekowschodnie.
Jednostka została przeklasyfikowana na przeciwpodwodny lotniskowiec wsparcia (ang. ASW support carrier ) CVS-20 30 czerwca 1959 i brała udział w kryzysie laotańskim w 1960. Okręt odbył także trzy tury bojowe (pomiędzy 1965 a 1968) w czasie wojny wietnamskiej.
Lotniskowiec był głównym okrętem ratowniczym (służącym do odbierania kapsuły) w ramach bezzałogowej misji Apollo 4 i 9 listopada 1967 podniósł z wody kapsułę, która wylądowała 16 km od okrętu.
"Bennington" został wycofany ze służby 15 stycznia 1970, skreślony z listy 20 września 1989 i sprzedany na złom 12 stycznia 1994. Został następnie przeholowany przez Pacyfik i złomowany w Indiach.